# Pachnobia katuna
Pachnobia katuna là một loài bướm đêm trong họ Noctuidae.